# Cyprinella callitaenia
Cyprinella callitaenia (tên tiếng Anh là Bluestripe Shiner) là một loài cá vây tia thuộc họ Cyprinidae.
Loài này chỉ có ở Hoa Kỳ.